# Ōwakudani
Ōwakudani (大涌谷, littéralement « Grande vallée bouillante ») est une vallée volcanique à Hakone, dans la préfecture de Kanagawa au Japon. L'activité volcanique se manifeste par ses onsens (sources chaudes) et ses émanations de soufre.

## Géographie
Le cratère du mont Kami auquel est accolée la vallée est le résultat de la dernière éruption du mont Hakone il y a environ 3 000 ans. L'activité actuelle autour des émanations de soufre résulte d'importants glissements de terrain survenus dans le passé. Des opérations de consolidation notamment avec l'aide de béton sont en cours depuis plusieurs décennies sur la zone.

## Tourisme

### Kuro-tamago

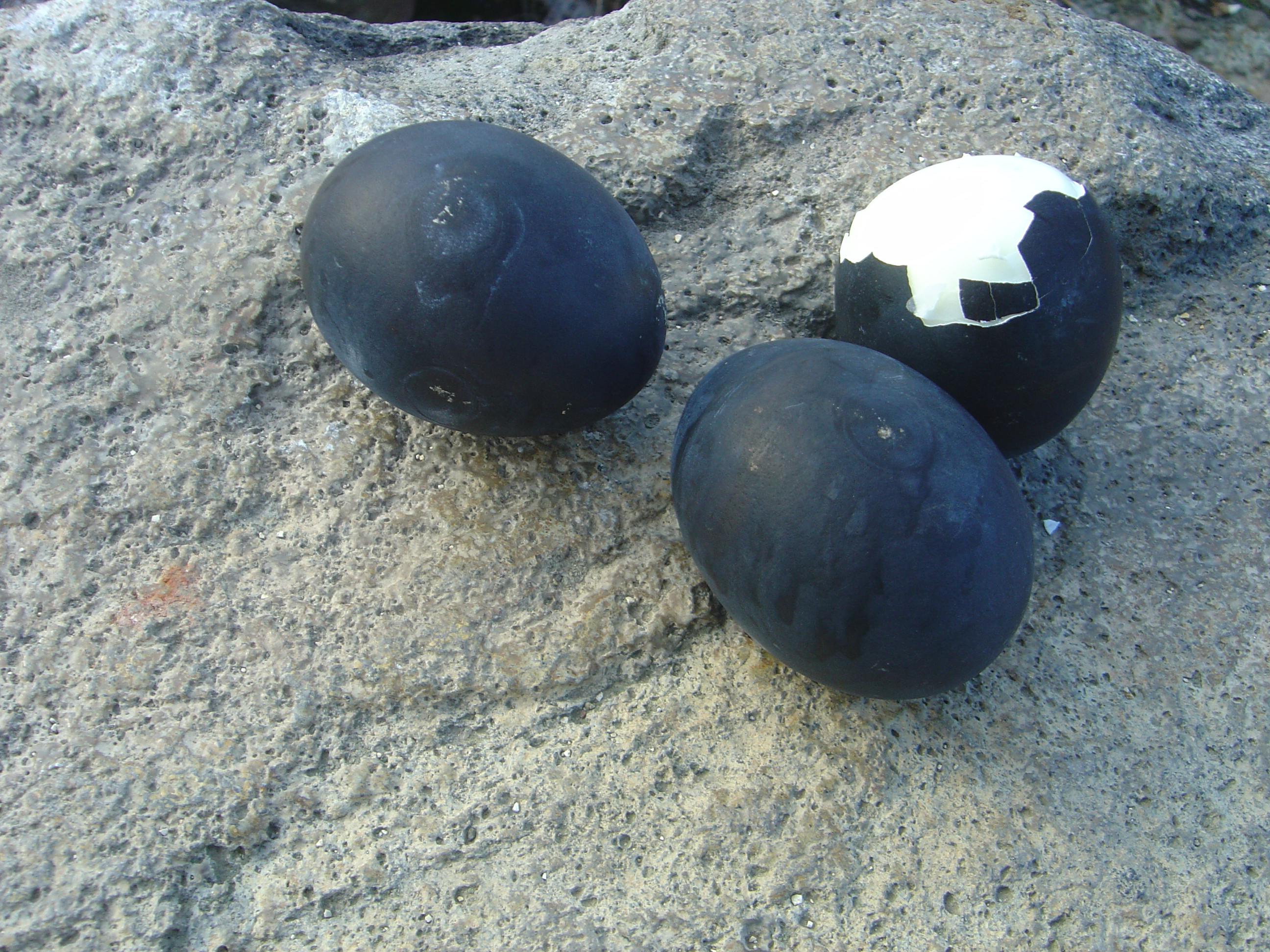
Kuro-tamago cuits dans les sources chaudes d'Ōwakudani

Ōwakudani est un lieu très touristique, réputé pour sa vue panoramique sur le mont Fuji, son activité volcanique, mais aussi pour ses kuro-tamago (黒玉子), des œufs cuits dans l'eau des sources chaudes locales,.
Ceux-ci prennent une couleur noire au cours de la cuisson (par réaction chimique avec le soufre et le fer contenu dans l'eau des sources), ainsi qu'une forte odeur de soufre. Selon la tradition, leur consommation accroît l’espérance de vie : en manger un apporterait sept ans de vie en plus,.

### Accès

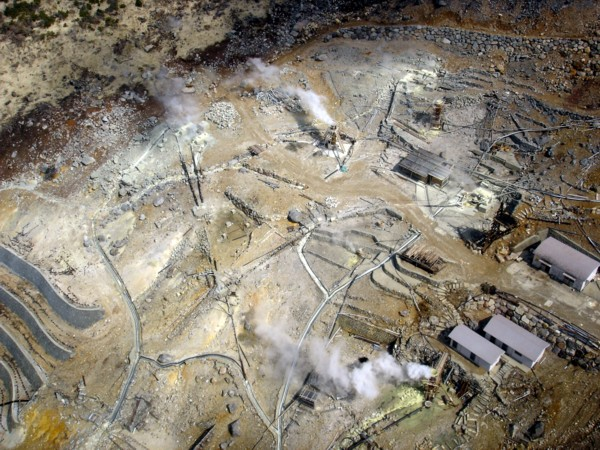
Vue d'Ōwakudani depuis le funitel de Hakone.

L'accès se fait via le funitel de Hakone. Il y a aussi une route qui mène au centre touristique juste au-dessus des sources chaudes où sont cuits les Kuro-tamago, mais celle-ci est fermée au public depuis mai 2015 en raison de la forte activité volcanique. La plupart des visiteurs empruntaient le chemin (abrupt) d'un kilomètre jusqu'à ces sources pour la traditionnelle dégustation d’œufs. Le funitel offre une vue imprenable à la fois sur le mont Fuji et sur les émanations de soufre, juste en dessous du centre des visiteurs.
Le lieu est également le point de départ de randonnée pour le mont Kami et le mont Komagatake, à partir duquel il est possible de rejoindre le lac Ashi via le funitel de Hakone Komagatake.
Un autre chemin permet de rejoindre le lac directement depuis le mont Kami en descendant vers Kojiri puis Tōgendai.